# Білозерські
Білозерські (пол. Biełozierski, рос. Белозерские) — козацько-старшинський, а пізніше дворянський рід.

## Походження
Нащадки Йосипа Білозерського, який служив на козачій службі та в 1740 р. придбав землі поблизу м. Борзна, де і був згодом похований.

## Опис герба
У срібному хвилеподібно пересіченому щиті дев'ять блакитних риб, що пливуть діагонально в три ряди. У червленому чолі щита срібний з золотим держаком тесак.
Щит увінчаний дворянським коронованим шоломом. Нашоломник: виникаючий малоросійський козак у своєму вбранні, що тримає в правій руці срібну з золотою рукояткою шаблю. Намет: справа — лазуровий зі сріблом, зліва - червлений зі сріблом. Девіз: «Долгъ воина — отвага», срібними буквами на блакитному стрічці. 
Герб Білозерських внесений в частину 18 Загального гербовника дворянських родів Всеросійської імперії, сторінка 66.

## Родовідна схема
- Йосип Білозерський (*перша пол. XVIII ст. — †після 1740)
  - Василь Йосипович (*? — †?)
    - Данило Васильович (*? — †?)
    - Михайло Васильович (*1772 — †1835) ∞ Мотрона Василівна Силевич (*? — †?)
      - Любов Михайлівна (*1818 — †?) ∞ Іван Боголюбцев (*1795 — †?)[3]
      - Олександр Михайлович (*? — †?)
      - Олімпій Михайлович (*? — †?)
      - Віктор Михайлович (*? — †?)
      - Василь Михайлович (*1825 — †1899) ∞ Надія Олександрівна Ген (*1828 — †1912)
        - Тарас Васильович (*? — †1925) ∞ Поліна Іванівна N (*? — †?)
        - Микола Васильович (*? — †?) ∞ Аделаїда Петрівна (*? — †?)
        - Лідія Василівна (*? — †?)

      - Надія Михайлівна (*1826 — †1912) ∞ Матвій Терентійович Симонов (*1823 — †1900)
      - Олександра Михайлівна (*1828 — †1911)[4] ∞ Пантелеймон Олександрович Куліш (*1819 — †1897)
      - Микола Михайлович (*1833 — †1896)

Також існувала старша гілка роду, імовірно нащадки Данила Васильовича. Серед них відомі Карп Іванович та Іван Іванович Білозерські. Останній був відомим колекціонером та видавцем. Мав трьох синів — Віктора, Георгія та Івана.